# Naum Prokupets
Naum Prokupets (Basarabeasca, Basarabeasca, 20 de março de 1948) é um ex-canoísta moldavo especialista em provas de velocidade.

## Carreira
Foi vencedor da medalha de bronze em C-2 1000 m em Cidade do México 1968, junto com o seu colega de equipa Mikhail Zamotin.